# Palmicellaria aviculifera
Palmicellaria aviculifera är en mossdjursart som beskrevs av Canu och Bassler 1928. Palmicellaria aviculifera ingår i släktet Palmicellaria och familjen Celleporidae. Inga underarter finns listade i Catalogue of Life.